# Pandemia de COVID-19 na Bolívia
Este artigo documenta os impactos da pandemia de coronavírus 2019-2020 na Bolívia e pode não incluir todas as principais respostas e medidas contemporâneas.

## Epidemiologia
Atualizado até 28 de maio de 2020
| Departamento ou região | Departamento ou região | Casos confirmados | Pessoas recuperadas | Pessoas falecidas | Casos Ativos |
| ---------------------- | ---------------------- | ----------------- | ------------------- | ----------------- | ------------ |
| 1°                     | Santa Cruz             | 9.594             | 1.722               | 243               | 7629         |
| 2°                     | Beni                   | 2.778             | 34                  | 131               | 2613         |
| 3°                     | Cochabamba             | 1.297             | 71                  | 57                | 1169         |
| 4°                     | La Paz                 | 842               | 285                 | 40                | 517          |
| 5°                     | Oruro                  | 305               | 82                  | 24                | 199          |
| 6°                     | Potosí                 | 205               | 31                  | 6                 | 168          |
| 7°                     | Pando                  | 130               | 12                  | 4                 | 114          |
| 8°                     | Tarija                 | 69                | 10                  | 4                 | 55           |
| 9°                     | Chuquisaca             | 61                | 14                  | 3                 | 44           |
| Total                  | Total                  | 15.281            | 2.261               | 512               | 12.508       |

Referência: Ministério da Saúde da Bolívia

## Evolução da COVID-19 na Bolívia

### Março
| Data        | Casos confirmados | Casos confirmados | Falecimentos | Falecimentos | Recuperados | Recuperados | Total casos ativos |
| Data        | Parcial           | Total             | Parcial      | Total        | Parcial     | Total       | Total casos ativos |
| ----------- | ----------------- | ----------------- | ------------ | ------------ | ----------- | ----------- | ------------------ |
| 10 de março | 2                 | 2                 | 0            | 0            | 0           | 0           | 2                  |
| 11 de março | 1                 | 3                 | 0            | 0            | 0           | 0           | 3                  |
| 12 de março | 0                 | 3                 | 0            | 0            | 0           | 0           | 3                  |
| 13 de março | 7                 | 10                | 0            | 0            | 0           | 0           | 10                 |
| 14 de março | 0                 | 10                | 0            | 0            | 0           | 0           | 10                 |
| 15 de março | 1                 | 11                | 0            | 0            | 0           | 0           | 11                 |
| 16 de março | 0                 | 11                | 0            | 0            | 0           | 0           | 11                 |
| 17 de março | 1                 | 12                | 0            | 0            | 0           | 0           | 12                 |
| 18 de março | 0                 | 12                | 0            | 0            | 0           | 0           | 12                 |
| 19 de março | 5                 | 17                | 0            | 0            | 0           | 0           | 17                 |
| 20 de março | 2                 | 19                | 0            | 0            | 0           | 0           | 19                 |
| 21 de março | 1                 | 20                | 0            | 0            | 0           | 0           | 20                 |
| 22 de março | 7                 | 27                | 0            | 0            | 0           | 0           | 27                 |
| 23 de março | 1                 | 28                | 0            | 0            | 0           | 0           | 28                 |
| 24 de março | 4                 | 32                | 0            | 0            | 0           | 0           | 32                 |
| 25 de março | 7                 | 39                | 0            | 0            | 0           | 0           | 39                 |
| 26 de março | 22                | 61                | 0            | 0            | 0           | 0           | 61                 |
| 27 de março | 13                | 74                | 0            | 0            | 0           | 0           | 74                 |
| 28 de março | 7                 | 81                | 0            | 0            | 0           | 0           | 81                 |
| 29 de março | 15                | 96                | 3            | 3            | 0           | 0           | 93                 |
| 30 de março | 11                | 107               | 3            | 6            | 0           | 0           | 101                |
| 31 de março | 8                 | 115               | 1            | 7            | 0           | 0           | 108                |

### Abril
| Data        | Casos confirmados | Casos confirmados | Falecimentos | Falecimentos | Recuperados | Recuperados | Total casos ativos |
| Data        | Parcial           | Total             | Parcial      | Total        | Parcial     | Total       | Total casos ativos |
| ----------- | ----------------- | ----------------- | ------------ | ------------ | ----------- | ----------- | ------------------ |
| 1 de abril  | 8                 | 123               | 1            | 8            | 1           | 1           | 114                |
| 2 de abril  | 9                 | 132               | 1            | 9            | 1           | 2           | 121                |
| 3 de abril  | 7                 | 139               | 1            | 10           | 0           | 2           | 127                |
| 4 de abril  | 18                | 157               | 0            | 10           | 0           | 2           | 145                |
| 5 de abril  | 26                | 183               | 1            | 11           | 0           | 2           | 170                |
| 6 de abril  | 11                | 194               | 3            | 14           | 1           | 3           | 177                |
| 7 de abril  | 16                | 210               | 1            | 15           | 0           | 3           | 192                |
| 8 de abril  | 54                | 264               | 3            | 18           | 0           | 3           | 243                |
| 9 de abril  | 4                 | 268               | 1            | 19           | 1           | 4           | 245                |
| 10 de abril | 7                 | 275               | 1            | 20           | 0           | 4           | 251                |
| 11 de abril | 25                | 300               | 4            | 24           | 0           | 4           | 272                |
| 12 de abril | 30                | 330               | 3            | 27           | 2           | 6           | 297                |
| 13 de abril | 24                | 354               | 1            | 28           | 0           | 6           | 320                |
| 14 de abril | 43                | 397               | 0            | 28           | 1           | 7           | 362                |
| 15 de abril | 44                | 441               | 1            | 29           | 7           | 14          | 398                |
| 16 de abril | 24                | 465               | 2            | 31           | 12          | 26          | 408                |
| 17 de abril | 28                | 493               | 0            | 31           | 5           | 31          | 431                |
| 18 de abril | 27                | 520               | 1            | 32           | 0           | 31          | 457                |
| 19 de abril | 44                | 564               | 1            | 33           | 0           | 31          | 500                |
| 20 de abril | 34                | 598               | 1            | 34           | 16          | 47          | 517                |
| 21 de abril | 11                | 609               | 3            | 37           | 0           | 47          | 525                |
| 22 de abril | 63                | 672               | 3            | 40           | 3           | 50          | 582                |
| 23 de abril | 31                | 703               | 3            | 43           | 13          | 63          | 597                |
| 24 de abril | 104               | 807               | 1            | 44           | 0           | 63          | 700                |
| 25 de abril | 59                | 866               | 2            | 46           | 12          | 75          | 745                |
| 26 de abril | 84                | 950               | 4            | 50           | 6           | 81          | 819                |
| 27 de abril | 64                | 1014              | 3            | 53           | 19          | 100         | 861                |
| 28 de abril | 39                | 1053              | 2            | 55           | 10          | 110         | 888                |
| 29 de abril | 57                | 1110              | 4            | 59           | 7           | 117         | 934                |
| 30 de abril | 57                | 1167              | 3            | 62           | 15          | 132         | 973                |

### Maio
| Data       | Casos confirmados | Casos confirmados | Falecimentos | Falecimentos | Recuperados | Recuperados | Total casos ativos |
| Data       | Parcial           | Total             | Parcial      | Total        | Parcial     | Total       | Total casos ativos |
| ---------- | ----------------- | ----------------- | ------------ | ------------ | ----------- | ----------- | ------------------ |
| 1 de maio  | 62                | 1229              | 4            | 66           | 2           | 134         | 1029               |
| 2 de maio  | 241               | 1470              | 5            | 71           | 25          | 159         | 1240               |
| 3 de maio  | 124               | 1594              | 5            | 76           | 7           | 166         | 1352               |
| 4 de maio  | 87                | 1681              | 6            | 82           | 8           | 174         | 1425               |
| 5 de maio  | 121               | 1802              | 4            | 86           | 13          | 187         | 1529               |
| 6 de maio  | 84                | 1886              | 5            | 91           | 11          | 198         | 1597               |
| 7 de maio  | 195               | 2081              | 11           | 102          | 21          | 219         | 1760               |
| 8 de maio  | 185               | 2266              | 4            | 106          | 18          | 237         | 1923               |
| 9 de maio  | 171               | 2437              | 8            | 114          | 21          | 258         | 2065               |
| 10 de maio | 119               | 2556              | 3            | 117          | 15          | 275         | 2166               |
| 11 de maio | 275               | 2831              | 4            | 121          | 16          | 289         | 2421               |
| 12 de maio | 133               | 2964              | 7            | 128          | 24          | 313         | 2523               |
| 13 de maio | 184               | 3148              | 14           | 142          | 26          | 339         | 2667               |
| 14 de maio | 224               | 3372              | 10           | 152          | 17          | 356         | 2864               |
| 15 de maio | 205               | 3577              | 12           | 164          | 78          | 434         | 2979               |
| 16 de maio | 249               | 3826              | 1            | 165          | 39          | 473         | 3188               |
| 17 de maio | 262               | 4088              | 4            | 169          | 20          | 493         | 3426               |
| 18 de maio | 175               | 4263              | 5            | 174          | 10          | 503         | 3586               |
| 19 de maio | 218               | 4481              | 15           | 189          | 30          | 533         | 3759               |
| 20 de maio | 438               | 4919              | 10           | 199          | 20          | 553         | 4167               |
| 21 de maio | 268               | 5187              | 16           | 215          | 8           | 561         | 4411               |
| 22 de maio | 392               | 5579              | 15           | 230          | 14          | 575         | 4774               |
| 23 de maio | 336               | 5915              | 10           | 240          | 34          | 609         | 5066               |
| 24 de maio | 348               | 6263              | 10           | 250          | 20          | 629         | 5384               |
| 25 de maio | 397               | 6660              | 11           | 261          | 18          | 647         | 5752               |
| 26 de maio | 476               | 7136              | 13           | 274          | 30          | 677         | 6185               |
| 27 de maio | 632               | 7768              | 6            | 280          | 12          | 689         | 6799               |
| 28 de maio | 619               | 8387              | 13           | 293          | 49          | 738         | 7356               |
| 29 de maio | 344               | 8731              | 7            | 300          | 11          | 749         | 7682               |
| 30 de maio | 861               | 9592              | 10           | 310          | 140         | 889         | 8393               |
| 31 de maio | 390               | 9982              | 3            | 313          | 97          | 986         | 8683               |

### Junho
| Data        | Casos confirmados | Casos confirmados | Falecimentos | Falecimentos | Recuperados | Recuperados | Total casos ativos |
| Data        | Parcial           | Total             | Parcial      | Total        | Parcial     | Total       | Total casos ativos |
| ----------- | ----------------- | ----------------- | ------------ | ------------ | ----------- | ----------- | ------------------ |
| 1 de junho  | 549               | 10531             | 30           | 343          | 151         | 1137        | 9051               |
| 2 de junho  | 460               | 10991             | 33           | 376          | 161         | 1298        | 9317               |
| 3 de junho  | 647               | 11638             | 24           | 400          | 209         | 1507        | 9731               |
| 4 de junho  | 607               | 12245             | 15           | 415          | 151         | 1658        | 10172              |
| 5 de junho  | 483               | 12728             | 12           | 427          | 81          | 1739        | 10562              |
| 6 de junho  | 630               | 13358             | 27           | 454          | 163         | 1902        | 11002              |
| 7 de junho  | 285               | 13643             | 11           | 465          | 184         | 2086        | 11092              |
| 8 de junho  | 306               | 13949             | 10           | 475          | 73          | 2159        | 11315              |
| 9 de junho  | 695               | 14644             | 12           | 487          | 31          | 2190        | 11967              |
| 10 de junho | 637               | 15281             | 25           | 512          | 71          | 2261        | 12508              |
| 11 de junho |                   |                   |              |              |             |             |                    |
| 12 de junho |                   |                   |              |              |             |             |                    |
| 13 de junho |                   |                   |              |              |             |             |                    |
| 14 de junho |                   |                   |              |              |             |             |                    |
| 15 de junho |                   |                   |              |              |             |             |                    |
| 16 de junho |                   |                   |              |              |             |             |                    |
| 17 de junho |                   |                   |              |              |             |             |                    |
| 18 de junho |                   |                   |              |              |             |             |                    |
| 19 de junho |                   |                   |              |              |             |             |                    |
| 20 de junho |                   |                   |              |              |             |             |                    |
| 21 de junho |                   |                   |              |              |             |             |                    |
| 22 de junho |                   |                   |              |              |             |             |                    |
| 23 de junho |                   |                   |              |              |             |             |                    |
| 24 de junho |                   |                   |              |              |             |             |                    |
| 25 de junho |                   |                   |              |              |             |             |                    |
| 26 de junho |                   |                   |              |              |             |             |                    |
| 27 de junho |                   |                   |              |              |             |             |                    |
| 28 de junho |                   |                   |              |              |             |             |                    |
| 29 de junho |                   |                   |              |              |             |             |                    |
| 30 de junho |                   |                   |              |              |             |             |                    |

## Linha do tempo

### Março
Em 10 de março de 2020, foram descobertos os dois primeiros casos do vírus no país.
Em 12 de março de 2020, o Ministério da Saúde confirmou um terceiro caso; um homem que viajou para Miami e Madrid antes de retornar a Santa Cruz de la Sierra.
Em 13 de março de 2020, mais sete casos foram confirmados, elevando o total para 10. Todos os indivíduos tiveram contato com um dos dois pacientes infectados que foram diagnosticados originalmente em 10 de março. Dos sete casos, seis foram localizados em Oruro, com o sétimo vindo da região central de Cochabamba. Como resultado, a cidade de Oruro declarou uma quarentena de 14 dias a partir de 16 de março.
Em 14 de março de 2020, a Presidente interina da Bolívia, Jeanine Áñez, proibiu qualquer pessoa vinda da China, Coreia do Sul, Itália ou Espanha para entrar no país. A partir do dia 18 de março de 2020, a medida proibitiva foi estendida para cobrir toda a Europa, incluindo a Grã-Bretanha e a Irlanda, além do Irã.
Em 17 de março de 2020, a presidente interina Áñez anunciou o fechamento das fronteiras da Bolívia a todos os estrangeiros - a partir de 19 de março. Além disso, a partir de 20 de março, todos os voos internacionais serão suspensos e as viagens domésticas entre departamentos e províncias serão proibidas.
Em 20 de março, o governo de Santa Cruz declarou quarentena para Porongo, iniciando ao meio-dia e durando 14 dias. O ministro da Saúde não descartou a adoção de medidas com maior impacto nos próximos dias.
Em 21 de março, o governo anunciou uma quarentena nacional de 14 dias, entrando em vigor em 22 de março à meia-noite e terminando em 5 de abril à meia-noite.
Em 23 de março, a Presidente Interina Jeanine Añez divulgou um comunicado às 13:00, horário local, confirmando as medidas extremas de quarentena e solicitando o apoio e a compreensão da população.
Em 25 de março, Áñez declarou uma emergência de saúde pública no país e trancou completamente suas fronteiras, com ninguém autorizado a entrar ou sair, exceto por motivos de saúde ou segurança. Isso entrará em vigor até 15 de abril.
Em 26 de março registrou-se um aumento de 15 novos casos confirmados, totalizando 96 em todo o país. As três primeiras mortes relatadas pela COVID-19 pertencem a grupos acima de 70 anos.

### Abril
Em 2 de abril, 9 novos casos confirmados, totalizando 132 em todo o país. Quarta morte relatada no departamento de La Paz. A vítima era uma pessoa de 65 anos de idade na cidade de El Alto , elevando o número de mortos no país para 9.
Em 8 de abril, o Ministro da Saúde, Dr. Anibal Cruz, foi substituído pelo Dr. Marcelo Navajas Salinas, especialista em pneumologia e com experiência em saúde pública. Añez afirmou que Cruz se afastou por motivos pessoais.
 
Em 20 de maio, a polícia boliviana prendeu o ministro da Saúde, Marcelo Navajas, como parte da investigação de uma compra superfaturada de 179 ventiladores pulmonares da Espanha.